# Serzedo (Vila Nova de Gaia)
Serzedo is een plaats (freguesia) in de Portugese gemeente Vila Nova de Gaia en telt 7547 inwoners (2001).